# 1,039/Smoothed Out Slappy Hours
1,039/Smoothed Out Slappy Hours – album kompilacyjny amerykańskiego zespołu punkowego Green Day, wydany w 1991 roku na CD i kasecie magnetofonowej. Składa się z utworów pochodzących z debiutanckiego albumu studyjnego zespołu, 39/Smooth, oraz z dwóch pierwszych minialbumów: 1,000 Hours i Slappy.
W 2004 roku ukazała się zremasterowana edycja albumu.

## Zawartość
1. utwory 1–10 z albumu 39/Smooth
2. utwory 11–14 z EP Slappy
3. utwory 15–18 z EP 1,000 Hours
4. utwór 19 wydany na kompilacji The Big One: San Francisco/Los Angeles[12]

## Lista utworów
1. "At the Library" – 2:28
2. "Don't Leave Me" – 2:39
3. "I Was There" (John Kiffmeyer) – 3:36
4. "Disappearing Boy" – 2:52
5. "Green Day" – 3:29
6. "Going to Pasalacqua" – 3:31
7. "16" – 3:24
8. "Road to Acceptance" – 3:36
9. "Rest" – 3:06
10. "The Judge's Daughter" – 2:35
11. "Paper Lanterns" – 2:25
12. "Why Do You Want Him?" – 2:33
13. "409 in Your Coffeemaker" – 2:54
14. "Knowledge" (Operation Ivy) – 2:20
15. "1,000 Hours" – 2:26
16. "Dry Ice" – 3:45
17. "Only of You" – 2:46
18. "The One I Want" – 3:01
19. "I Want to be Alone" – 3:09

## Twórcy
- Billie Joe Armstrong – gitara, wokal, teksty
- Mike Dirnt – gitara basowa, wokal
- John Kiffmeyer – instrumenty perkusyjne, teksty